# Hubert Jean Buchou
Hubert Jean Buchou (ur. 2 lutego 1925 w Pau, zm. 20 listopada 2015) – francuski polityk i działacz rolniczy, poseł do Parlamentu Europejskiego II kadencji.

## Życiorys
Z zawodu rolnik, był szefem kooperatywy rolniczej w Pau (przekształconej później w spółkę Euralis). W latach 50. został twórcą i prezesem Centre national des Jeunes agriculteurs, później szefował organizacji finansującej farmerów SAFER. Działał też w ruchu rolniczym Fédération nationale des syndicats d'exploitants agricoles, od 1963 do 1971 kierował nim w Pirenejach Atlantyckich.
Związał się z ruchem gaullistów, należał do powiązanej z nimi młodzieżówki Jeunesse agricole chrétienne. Potem wstąpił do Zgromadzenia na rzecz Republiki. Od 1959 do 1971 pozostawał radnym miejskim Pau, później doradzał Jacques’owi Chiracowi. Był jednym z inicjatorów powstania Tunelu Somport. Zajmował stanowisko wiceprzewodniczącego Rady Ekonomicznej i Społecznej, państwowego organu doradczego. W latach 1979–1980 i 1987–1989 wykonywał mandat posła do Parlamentu Europejskiego (za drugim razem zastąpił Jeana-Pierre’a Roux). Należał do Europejskich Progresywnych Demokratów (I kadencja) i Europejskiego Sojuszu Demokratycznego (II kadencja). W latach 90. opublikował kilka książek.